# Театр Андрія Баґара
Театр Андрія Баґара — Словацький театр в місті Нітра. У Нітрі він працює з 1949 року, названий в честь  Андрія Баґара в з 1979 року. З 1992 року він грає в новій будівлі, яке вважається одним з найсучасніших театральних будівель в Словацькій Республіці.

## Історія театру
Перший театр був побудований в 1883 році з потужністю 360 місць. Будівля стоїть на поверхні поточного театру і служив Нітрянскій громадськості до його руйнування авіабомбою в роки Другої світової війни. Цим супроводжувалась наснага для відновлення професійної сцени театру в місті.  Була створена в будівлі Національний будинок, а також тренажерний зал Сокіл. Для театральних цілей оброблена ділянка служила з грудня 1949 року — повних 61 років. В даний час, ця будівля має старий театр. У 1979 році обласний театр Нітра названо в честь Андрія Баґара — провідного організатора театрального життя в Словаччині, актора, режисера і педагога.